# Cordia grandis
Cordia grandis är en strävbladig växtart som beskrevs av William Roxburgh. Cordia grandis ingår i släktet Cordia, och familjen strävbladiga växter. Inga underarter finns listade i Catalogue of Life.